# Parc agrari

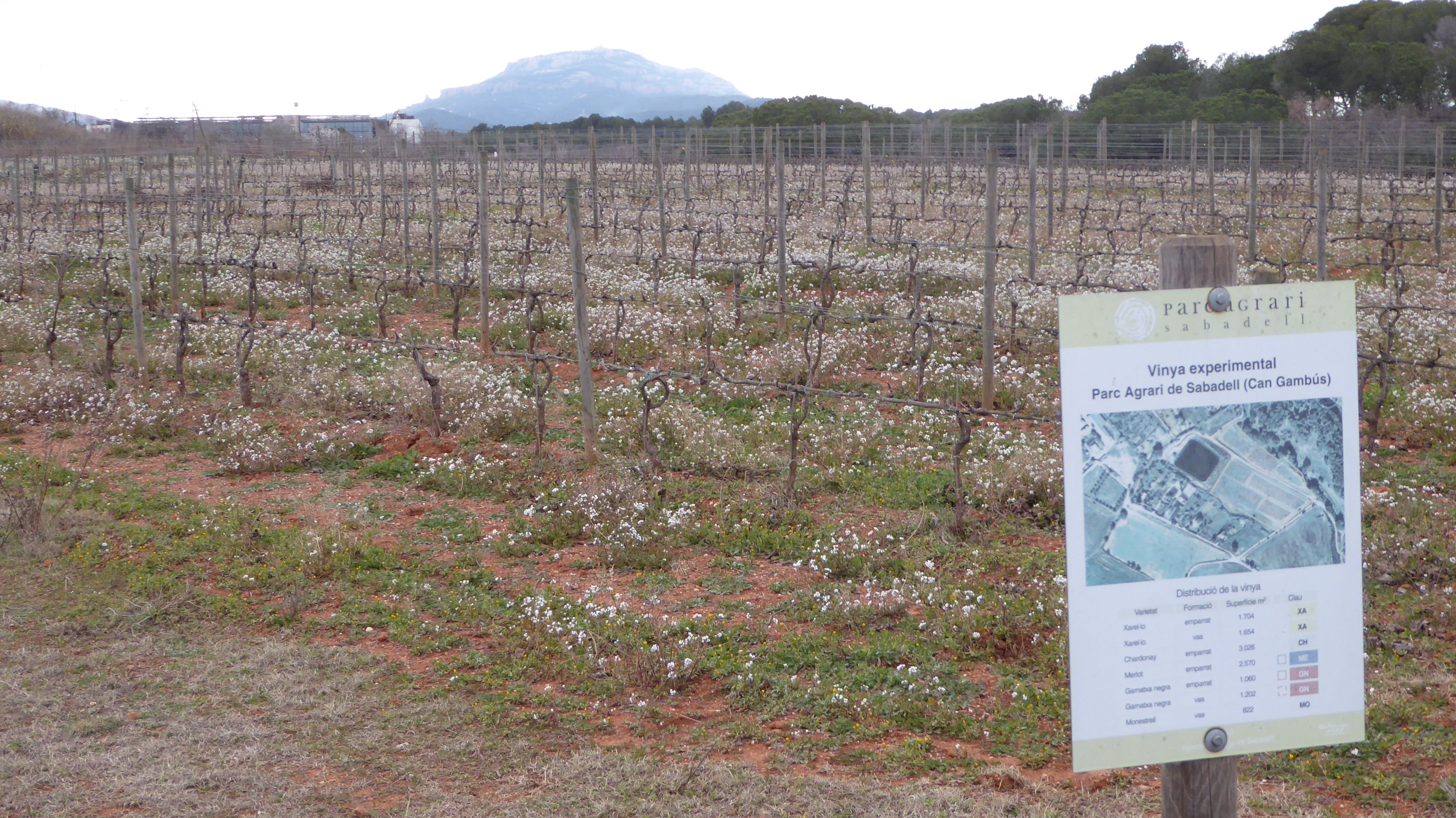
Vinya del Parc Agrari de Sabadell

Un parc agrari és un espai obert i delimitat, el propòsit del qual és facilitar i garantir la continuïtat de l'ús agrari, preservant-lo de la seva incorporació al procés urbà, tot impulsant programes específics que permetin millorar i desenvolupar el seu potencial econòmic, mediambiental i socio-cultural, protegint el patrimoni natural del seu entorn.

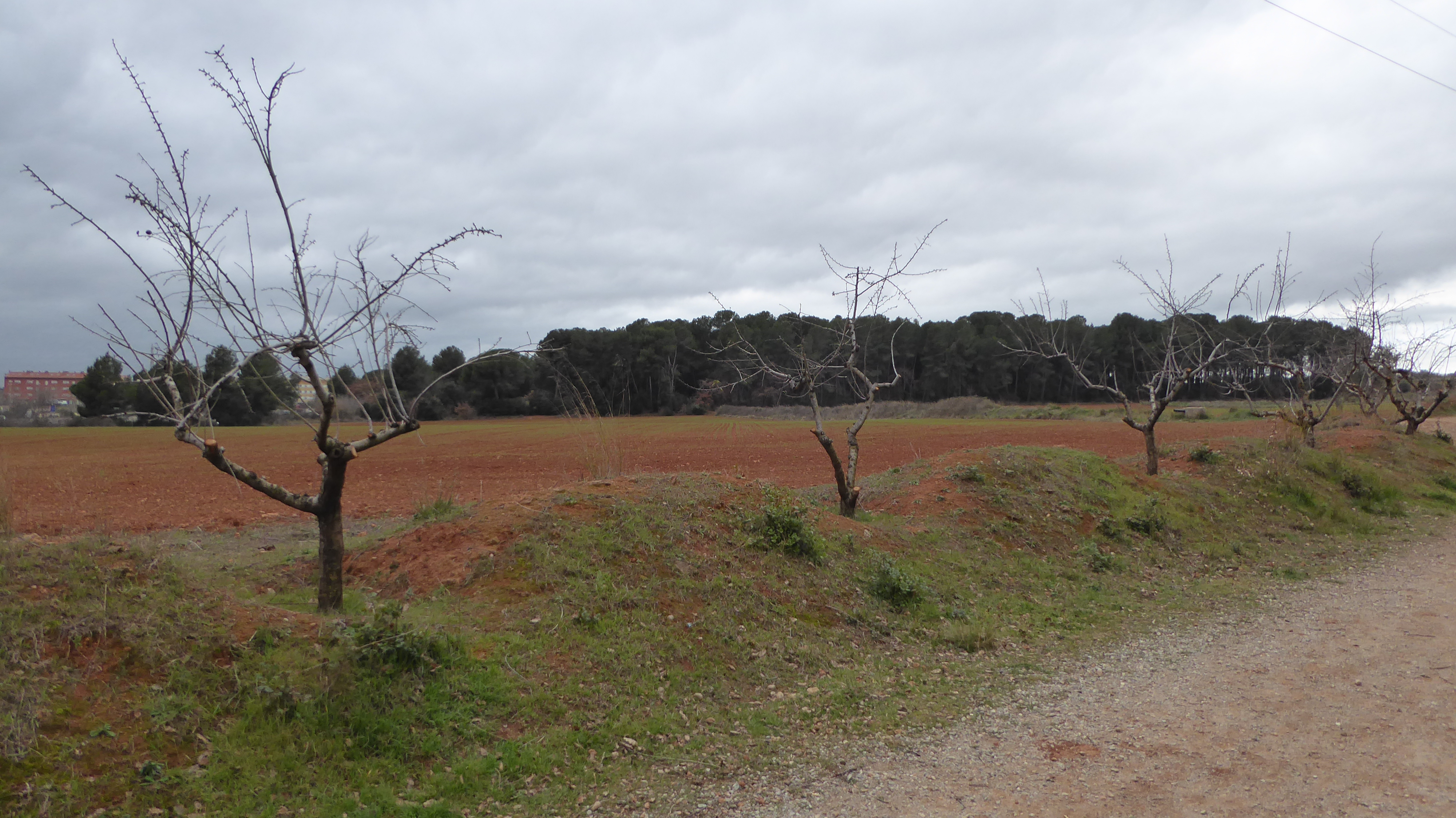
Camp del Parc Agrari de Sabadell

A Catalunya, els parcs agraris més importants són el Parc Agrari del Baix Llobregat i el Parc Agrari de Sabadell.